# Правителство на Социалистическа република Македония (11)
Единадесетото правителство на Социалистическа република Македония е формирано на 24 септември 1968 година. Изпълнителният съвет остава на власт до 7 май 1969 година.

## Състав на Изпълнителния съвет
Съставът на правителството е следният:
- Ксенте Богоев – председател
- Ангел Арсов – член
- Славка Георгиева – Андреевич – член
- Иван Катарджиев – член
- Бекир Жута – член
- Младен Павловски – член
- Кямуран Тахир – член
- Никола Узунов – член
- Стоян Кьосев – член
- Томислав Чокревски – член и републикански секретар за образование, наука и култура[2]

## Промени от март 1969
- Таип Таипи е освободен от длъжността републикански секретар за правосъдие[3]